# Madeeha Gauhar
Madeeha Gauhar (Karachi, 21 september 1956 – 25 april 2018) was een Pakistaans actrice, scriptschrijfster, regisseuse van maatschappelijk theater en activiste voor vrouwenrechten. In 1983 richtte ze het Ajoka Theatre op dat op straat en in publieke ruimtes maatschappijkritisch werk opvoert. Met Ajoka trad ze op in verschillende landen in de regio.

## Levensloop
Nadat ze haar Master of Arts behaalde in Engelse literatuur vertrok ze naar Engeland waar ze een nog een mastergraad behaalde, ditmaal in theaterwetenschappen aan de universiteit van Londen.
Bij terugkeer in Lahore richtte ze samen met haar man Salman Shahid in 1983 de eerste theatergroep van betekenis op: 'Ajoka' (vertaald: vandaag). Ajoka borduurt voort op de mondelinge overlevering van Bhand en Nautanki dat in volle bloei kwam in het gebied dat tegenwoordig overlapt met de provincie Punjab. Ondanks haar westerse opleiding, beperkt ze zich niet tot het gebruik van de klassieke westerse theatertechnieken, maar voegt ze daar authentieke Pakistaanse elementen aan toe, in combinatie met hedendaags sentiment. Met Ajoka treedt ze niet alleen op in Pakistan, maar ook in de omliggende landen India, Bangladesh, Nepal en Sri Lanka.
Het belangrijk nevendoel van de theateropvoeringen is het bevorderen van een rechtvaardige, menselijke, seculiere en op gelijkheid gebaseerde samenleving. In haar theaterregie is de esthetische, morele, sociale en politieke realiteit van tegenwoordig Pakistan dan ook een terugkerend element. Steeds terugkerend zijn bijvoorbeeld de rechten van de vrouw in een in grote mate door islamitische mannen gedomineerde wereld.
Op 15 december 2006 werd ze op de Nederlandse ambassade in Islamabad onderscheiden met een Prins Claus Prijs.
In 2007 voerde Ajoka het door Gauhar geschreven en geregisseerde toneelstuk Burqavaganza (Boerka-vaganza) op dat voor grote controverse zorgde. Het stuk was een naar westerse maatschaven onschuldige vertoning over de hypocrisie en huichelachtigheid van een samenleving die waadt in corruptie. In het stuk brengen acteurs, gekleed in boerka's, thema's over het voetlicht als seksediscriminatie, intolerantie en fanatisme. Parlementsleden riepen op tot verbod van het stuk en de minister van cultuur dreigde met sancties als het stuk nog langer vertoond zou worden. Ondanks het verbod, werd het stuk juist opgepakt door ngo's en vrouwenrechtenactivisten. Het stuk werd vertaald in het Engels en internationaal opgevoerd als blijk van steunbetuiging aan Ajoka.
- Library of Congress Control Number: n2006220165
- Virtual International Authority File: 46205045
- WorldCat: E39PBJjmQRJJdxcdhprtCDyGHC